# 聖佩德羅德皮廖區
聖佩德羅德皮廖區（西班牙語：Distrito de San Pedro de Pillao），是秘魯的一個區，位於該國中部帕斯科大區的丹尼爾阿爾西德斯卡里翁省，始建於1959年12月15日，面積92.17平方公里，海拔高度3,629米，2005年人口1,397，人口密度每平方公里15人。